# 金书波
金书波（1953年10月—），北京人。1976年7月参加工作，1976年7月加入中国共产党。北京师范大学历史系毕业，中共中央党校中共党史专业在职研究生学历。中国共产党第十七届、十八届中央纪律检查委员会委员。
1973年9月，在北京师范大学历史系学习。
1976年7月，任中共西藏自治区贡嘎县委办公室秘书、公安局秘书。1978年6月，任山南地区第一中学教导副主任、主任。1984年3月，任山南地区行署办公室秘书、副秘书长。1993年4月，任中共山南地委秘书长，地委委员、秘书长。1997年10月，任中共西藏自治区党委副秘书长（其间：1997年9月至2001年1月，在中央党校函授学院本科班行政管理专业学习）。2001年9月，任中共西藏自治区纪委副书记（1999年9月至2002年7月，在中央党校研究生院在职研究生班中共党史专业学习）。2003年4月，任中共西藏自治区党委常务副秘书长（正厅级）。2003年11月，任中共西藏自治区党委秘书长、区直属机关工委书记。2006年10月，任中共西藏自治区党委常委、纪委书记。
2013年12月，任中华人民共和国工业和信息化部党组成员、中纪委驻部纪检组组长。2016年10月，不再担任中纪委驻中华人民共和国工业和信息化部纪检组组长。